# Sebastian Bayer
Sebastian Bayer, född 11 juni 1986 i Aachen i Västtyskland, är en tysk längdhoppare.
Bayer vann silvermedalj på junior-EM 2005. Han har också tävlat i EM 2006 och  Olympiska spelen 2008 utan att nå finalen. Han blev tysk mästare 2006 och åter inomhus 2009.
Den 8 mars 2009 vid inomhus-EM i Turin i Italien hoppade Bayer 8,71 meter, vann guld och förbättrade spanjoren Yago Lamelas europarekordet med 15 cm. Hoppet är historiens näst längsta inomhus, efter Carl Lewis 8,79 m, som han hoppade den 27 januari 1984 vid Millrose Games i New York. Innan EM var Bayers personliga rekord 8,17 meter satt i Chemnitz veckan innan EM.
Bayers bästa resultat utomhus är 8,49 (+1,6) som han hoppade i Ulm 4 juli 2009
Bayer som är sportsoldat tävlade för Alemannia Aachen och LG Euregio (–2003), SC Neubrandenburg (2004) och  TSV Bayer 04 Leverkusen 2005–2008. Inför 2009 bytte han till Bremer Leichtathletik Team. Han tränas av Joachim Schulz, Jens Ellrott och Hans-Jörg Thomaskamp. Han bor i Bremen tillsmamans med sin sambo, häcklöparen Carolin Nytra.